# Урал (Заинский район)
Урал — посёлок в Заинском районе Татарстана. Входит в состав Александро-Слободского сельского поселения.

## География
Находится в восточной части Татарстана на расстоянии приблизительно 13 км на юг-юго-восток по прямой от железнодорожной станции города Заинск.

## История
Основан в 1926 году переселенцами из села Александровская Слобода.

## Население
Постоянных жителей было: в 1926 — 40, в 1949 — 91, в 1958 — 87, в 1970 — 75, в 1979 — 48, в 1989 — 6, в 2002 — 2 (татары 100 %), 1 в 2010.